# Marcelo Torres
Marcelo Torres (né le 10 juin 1975 à Andradas) est un journaliste et présentateur brésilien.

## Biographie
Marcelo Torres est diplômé en journalisme de l'Universidade Estadual Paulista (Unesp) à Bauru (SP) en 1996. Il est titulaire d'une maîtrise en journalisme avec un diplôme de l'Université de Westminster à Londres (Angleterre), depuis 2003.
Il a commencé sa carrière alors qu'il étudiait à l'université. En 1997, il a commencé à travailler comme reporter pour Jornal da Cidade de Bauru, où il est resté jusqu'en juin 1998. Mais depuis le début de 1998, il travaillait déjà comme reporter pour TV Globo Oeste Paulista (aujourd'hui TV TEM Bauru). Il a également été reporter pour le Jornal Nacional à Sorocaba et Belo Horizonte.
En 2003, il s'est rendu à Londres, où il a étudié une maîtrise en journalisme et, plus tard, a travaillé à Radio BBC World Service, travaillant dans la couverture internationale pendant un an et demi d'événements internationaux et de guerre et est resté dans le rôle jusqu'en 2011, à son retour au Brésil.
En 2011, il est retourné au Brésil en tant que remplaçant de plusieurs journaux SBT.
Il a présenté Jornal do SBT aux côtés de Karyn Bravo, entre 2013 et 2014, remplacé par Hermano Henning.
Le 14 décembre 2020, SBT annonce que le contrat de Carlos Nascimento ne serait pas renouvelé, avec que Marcelo Torres, qui présentait déjà SBT Brasil à titre intérimaire en raison du retrait de Nascimento en raison de la pandémie COVID-19, est effectif au présentateur de nouvelles poste, aux côtés de Márcia Dantas, restant dans ce rôle jusqu'au 9 mars 2024. Après cela, Marcelo est redevenu correspondant de la chaîne, cette fois en Argentine.